# Yongding (Zhangjiajie)
Yongding (chinesisch 永定区, Pinyin Yǒngdìng Qū) ist ein chinesischer Stadtbezirk der bezirksfreien Stadt Zhangjiajie in der Provinz Hunan. Die Fläche beträgt 2.174 Quadratkilometer und die Einwohnerzahl 469.400 (Stand: Ende 2018).